# 24059 Halverson
24059 Halverson là một tiểu hành tinh vành đai chính với chu kỳ quỹ đạo là 1192.2418044 ngày (3.26 năm).
Nó được phát hiện ngày 2 tháng 10 năm 1999.